# Стефанос Татис
Стефанос Константину Татис (на гръцки: Στέφανος Κωνσταντίνου Τάττης) е гръцки солунски общественик.

## Биография
Роден е в 1825 година в корчанското арумънско село Виткук в семейството на търговеца на тютюн и революционер Константинос Панайоту Татис. През 1832 г., се установява със семейството си в Солун. Наследява баща си като търговец на тютюн и земевладелец и в 1865 година е сред десетте най-богатите християни в Солун. През 1856 г. се жени за Калиопи, дъщерята на Наум Ведас от Сятища, с която имат няколко деца, от които оцеляват само Константинос и Елени. Калиопи активно участва в дейността на Солунското благотворително женско общество, на което е член-основател, член на Управителния съвет и председател от 1890 година.
Татис активно участва в дейността на гръцката общнина в Солун, като оглавява партията, стремяща се към централизация и към реформи. Председател е на общината през годините 1860, 1861, 1862, 1872, 1875, 1876, 1877 и 1879. Член е на комисията по реформите през 1878 г. и е избран за председател на Търговския съд на Солун. Избран също депутат в отоманския парламент.
В началото на гръцката въоръжена пропаганда в Македония през 1903 г., активно участва в създаването на тайния гръцки комитет „Отбрана“.
Татис е председател на Солунското благотворително мъжко общество за кратко през 1873 година и отново е избран през 1886 г. като остава на поста до 7 май 1890 г.
През 1910 г., на възраст от 85 години, измъчван от хронично заболяване, се самоубива. Името му носи улица на север от църквата „Света София“ в Солун.
Синът му Константинос Стефану Татис също е виден солунски общественик.